# Istad Al-Fajjum
Istad Al-Fajjum – wielofunkcyjny stadion w Fajumie, w Egipcie. Obiekt może pomieścić 20 000 widzów. Swoje spotkania rozgrywa na nim drużyna piłkarska Misr al-Makasa.